# Grundschule Leipziger Straße
Die Grundschule Leipziger Straße ist eine Grundschule in Magdeburg in Sachsen-Anhalt. Das Schulgebäude steht unter Denkmalschutz.

## Lage
Die Schule befindet sich an der Adresse Leipziger Straße 46 im Magdeburger Stadtteil Leipziger Straße. Das Schulgebäude steht traufständig auf der Ostseite der Leipziger Straße. Nördlich mündet die Bierer Straße ein.

## Geschichte
Das dreigeschossige Schulgebäude entstand ab 1891 nach Entwürfen des Stadtbaurates Otto Peters und des Stadtbauinspektors Wilhelm Berner. Das Schulgebäude ist typisch für die Magdeburger Schulgebäude der Bauzeit, die aufgrund der zur damaligen Zeit schnell anwachsenden Schülerzahl errichtet wurden. In einem ersten Bauabschnitt wurde zunächst nur die südliche Hälfte mit 18 Klassenzimmer gebaut. In den Obergeschossen oberhalb des Eingangs ein Rektoren- und ein Konferenzzimmer eingerichtet. Im Dachgeschoss entstand ein Zimmer für Lehrmittel. Der Kastellan der Schule wohnte übergangsweise in einem Klassenzimmer im Erdgeschoss.
Nachdem 1903 das Schuldienerhaus entstanden war, wurde im Jahr 1905 der zweite Teil des Schulgebäudes gebaut. Mit Abschluss des zweiten Bauabschnitts wurde die Schule als 2. Buckauer Volksknaben- und 2. Buckauer Volksmädchenschule betrieben.
In der Zeit der DDR bestanden im Gebäude zwei Polytechnische Oberschulen: Im Nordteil die POS Clara Zetkin und im Südteil die POS Rosa Luxemburg. Nach 1990 wurde sie als Sekundarschule geführt. Im Februar 2010 zog die bisherige Grundschule Bertolt-Brecht-Straße in das Gebäude. Mit Beschluss des Stadtrates vom 6. Oktober 2010 erhielt die in städtischer Trägerschaft stehende Grundschule ihren heutigen Namen.
In der Grundschule lernen 404 Kinder (Stand 2017) in acht jahrgangsgemischten Lerngruppen und zehn Klassen. Schulleiterin ist Frau Strickrodt (Stand 2017).

## Architektur
Es entstand ein langgestrecktes symmetrisch angelegtes Backsteingebäude im Stil der Neogotik. Die Fassade wird von orangegelben Ziegeln geprägt und ist von Elementen aus roten Ziegeln und rotem Sandstein sowie kleineren verputzten Flächen gegliedert. Es bestehen 24 Fensterachsen, die von Sandsteinkreuzen jeweils zu Paaren zusammengefasst werden. Im zweiten Obergeschoss befindet sich oberhalb der Fenster eine Blendarkade. Darüber hinaus verläuft auf der Sohlbankhöhe des Geschosses ein umlaufendes Gesims. Oberhalb des Geschosses besteht ein aus einem segmentbogigen Arkadenfries gebildetes Kranzgesims.
Es bestehen zwei Kopfrisalite und zwei viergeschossige Eingangsrisalite. Während die Kopfrisalite nahezu schmucklos sind, sind die ein- bis dreiachsigen Eingangsrisalite von Giebeln bekrönt und die Eingänge durch eine rote Gestaltung besonders hervorgehoben. Die drei Fenster des zweiten und dritten Obergeschosses der Eingangsrisalite sind von einer Blendarkade überspannt, die sich über beide Geschosse erstreckt. Die straßenseitigen Eingänge wurden in späterer Zeit jedoch vermauert und auf die Hofseite verlegt. Die Treppenhausrisalite der Hofseite sind mittels Turmhelmen bekrönt.
Nebeneingänge befinden sich in schmalen Risaliten an der nördlichen und südlichen Stirnseite, die 13- bzw. 14-achsig ausgebildet sind. Die Kopfrisalite stellen eine Abweichung von den in ähnlicher Form im Magdeburger Stadtgebiet errichteten Schulen dar. Bedeckt ist der Bau mit einem Walmdach.
Um den geräumigen Schulhof entstanden später diverse Nebengebäude. Zunächst das im Jahr 1903 gebaute Wohnhaus des Schuldieners. Der zweigeschossige Bau wurde aus gelben Ziegelsteinen errichtet und umfasste zwei Wohnungen. 1905 wurde die Nordhälfte des Schulhauses gebaut. Zugleich wurden die Toilettengebäude gebaut, die in ihrem Kern ebenfalls noch erhalten sind. Auf der Südseite des Schulhofs wurde 1905 eine Turnhalle errichtet. Ihre Fassade ist mit roten Ziegeln und hell verputzten Flächen gestaltet. An der Nordseite des Hofs wurde im Jahr 1911 dann noch eine Lehrküche gebaut. Die Nebengebäude wurden von Wilhelm Berner entworfen. Bemerkenswert ist die vollständig erhaltene Einfriedungsmauer. Zur Schule gehört auch ein Sportplatz.
Im örtlichen Denkmalverzeichnis ist die Schule unter der Erfassungsnummer 094 16811 als Baudenkmal verzeichnet.